# Karl Heinrich Baumgärtner
Karl Heinrich Baumgärtner (Pforzheim, 21 ottobre 1798 – Baden-Baden, 11 dicembre 1886) è stato un medico e patologo tedesco.

## Biografia
Studiò medicina presso l'università di Tubinga e Heidelberg, conseguendo la laurea in medicina nel 1818. Dopo la laurea, nel 1820, lavorò negli ospedali di Vienna e Berlino. Nel 1822 fu membro di una brigata d'artiglieria a Karlsruhe, e durante l'anno seguente visitò gli ospedali di Parigi e di Londra. Dal 1824 al 1862 fu professore di medicina clinica presso l'Università di Friburgo. Durante la sua carriera, fu anche consigliere privato del Granducato di Baden.

## Opere principali
- Ueber die Natur und die Behandlung der Fieber, 1827.
- Beobachtungen über die Nerven und das Blut in ihrem Gesunden und im krankhaften Zustande, 1830.
- Handbuch der speciellen Krankheits- und Heilungslehre (2 volumi; 1842, 1847).
- Nähere Begründung der Lehre von der Embryonalanlage durch Keimspaltungen und den Polarisationen der organischen Körper, 1854.
- Vermächtnisse eines Klinikers zur Feststellung zweckmäßiger Kurmethoden, 1862.[4]